# Zhao Rukuo

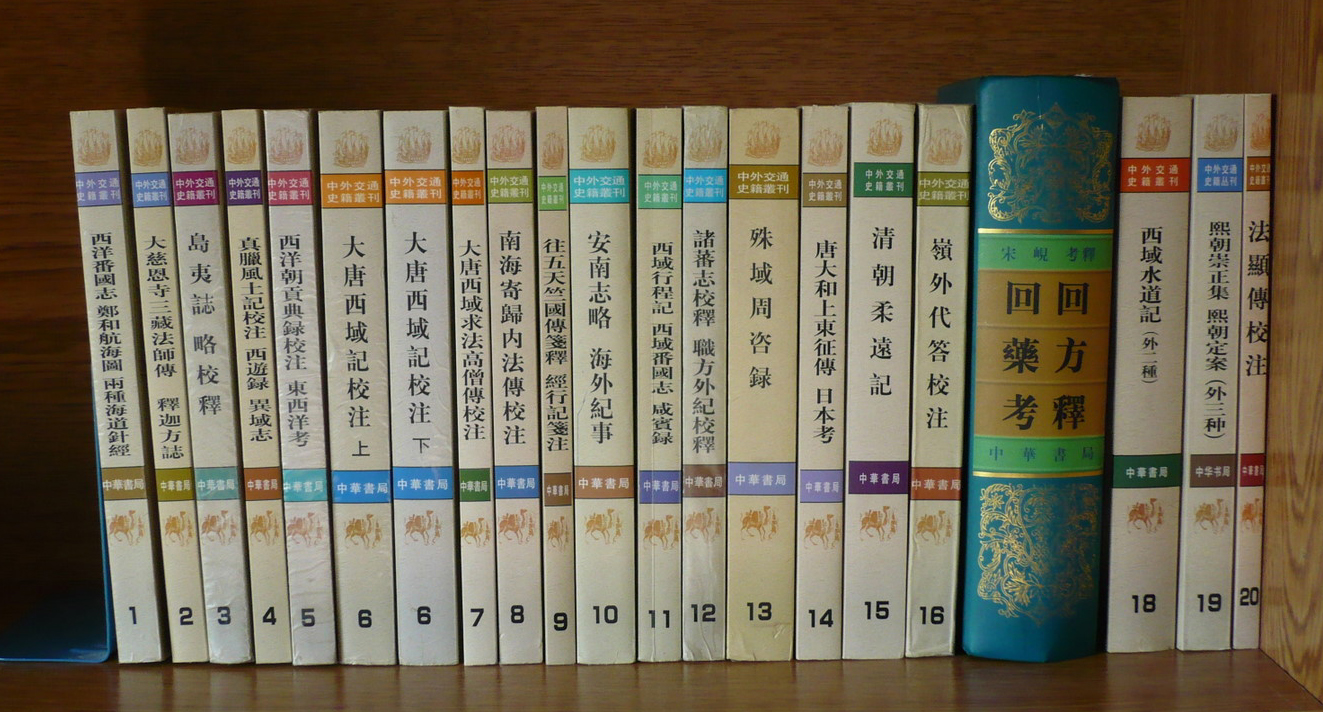
Foto des Buchrückens des Zhufan zhi 诸蕃志 in dem Sammelwerk Zhong-Wai jiaotong shiji congkan (siehe Nr. 12)

Zhao Rukuo 赵汝适 (Wade-Giles: Chao Ju-k’uo; * 1170; † 1231) war ein chinesischer Handelsbeamter der Zeit der Song-Dynastie.

## Zhufan zhi

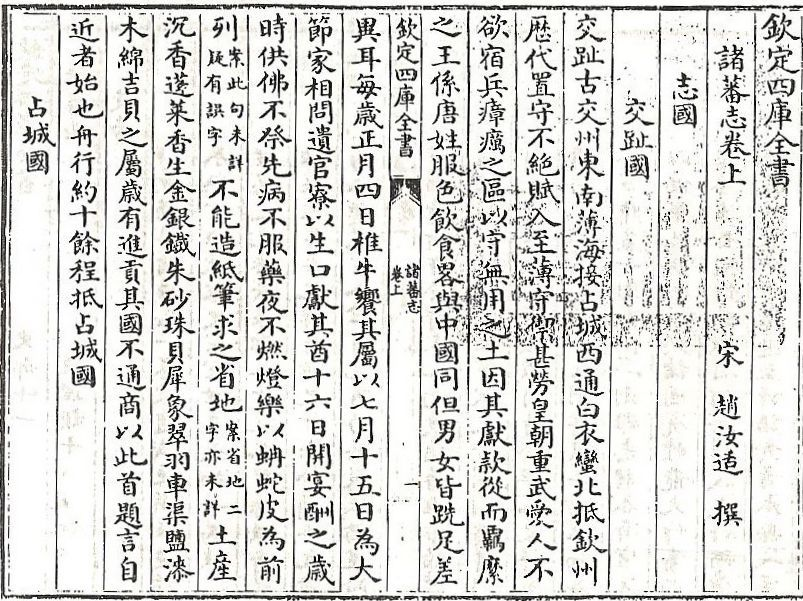
Zhufan zhi«諸蕃志»im Siku quanshu

Sein Zhufan zhi 诸蕃志 (Beschreibung der Barbarenländer)  über den chinesischen und arabischen Handel im 12. und 13. Jahrhundert wurde von Friedrich Hirth (1845–1927) und W. W. Rockhill (1854–1914) ins Englische übersetzt.
Eine moderne chinesische Ausgabe erschien in Peking im Verlag Zhonghua shuju in dem Congshu Zhong-Wai jiaotong shiji congkan 中外交通史籍丛刊.

## Ausgaben
- Xuejin taoyuan 学津讨原
- Zhufan zhi xiaoshi诸蕃志校释. (Zhong-Wai jiaotong shiji congkan 中外交通史籍丛刊. 12). Zhonghua shuju, Beijing 2000, ISBN 7-101-02059-3 (SUB GÖ)
- F. Hirth, W. W. Rockhill: Chau Ju-kua, His work on the Chinese and Arab trade in the twelfth and thirteenth centuries, entitled Chu-fan-chî. St. Petersburg 1911. (Ein Reprint davon erschien in Frankfurt am Main : Institute for the History of Arabic-Islamic Science at the Johann Wolfgang Goethe Univ., 1996 (= 1911 in der Schriftenreihe: The Islamic world in foreign travel accounts ; 73))